# Krizsó Kálmán
Krizsó Kálmán (Tuson, 1889. június 23. – Kolozsvár, 1978. június 17.) erdélyi magyar nyomdász, nyomdatörténész.

## Életútja
Tanoncéveit Figuli Antal petrozsényi könyvnyomdájában töltötte, Szegeden lett segéd, itt került kapcsolatba a munkásmozgalommal. 1919-ben Kolozsvárt telepedett le, ahol a Lapkiadó Rt, Gutenberg, Kadima, Minerva Rt. s a Tipografia Națională RT nyomdásza (1919-38). Egy évig Bukarestben a Carpați nyomdában dolgozott (1940), Kolozsvárra visszatérve előbb tisztviselő, majd újra a Minerva Rt. nyomdásza, 1949-től szertáros a Képzőművészeti Főiskolán, 1953-tól a Bolyai Tudományegyetem irattárosa nyugalomba vonulásáig (1955).
Első írása a Népszavában jelent meg (1913). Egész életén át a nyomdászat története foglalkoztatta, cikkeit a Grafika, Magyar Grafika (Budapest), Typograph, majd 1944 után az Erdély, Utunk (Nyomatott Gyomán, 1959/11), Korunk (Fénynyomda a századeleji Szászvárosban, 1962/3; Feljegyzés Kós Károlyról, 1968/8), Igazság, A Hét, Igaz Szó közölte. Szerkesztette a Grafikai Ipar c. kereskedelmi szaklapot (Kolozsvár, 1923), több évkönyv összeállítója, így nevével jelent meg a pazar művészi kiállítású Almanahul Tipografilor-Nyomdász Évkönyv-Buchdrucker Almanach (Kolozsvár, 1926, 1927), Románia nyomdaipari statisztikája c. tanulmányával, majd az eleinte ugyancsak három, később német és végül magyar nyelvű Grafikai Évkönyv (Kolozsvár, 1930, 1938, 1940).
Szépirodalmi kötetei is a nyomdász-szakmával kapcsolatosak: verseskönyve, munkásoknak szóló munkája betűről és képről, valamint egy antológia-összeállítása magyar költők nyomdászatot dicsérő verseiből. Hagyatékában maradt Az erdélyi és bánáti nyomdászat és sajtó története c. munkája, mely földrajzi bontásban, megyénként és városonként több mint 80 nyomdai központot mutat be, nyomon követve az egyes nyomdák, nyomdai műhelyek történetét, közölve nyomdatechnikai adataikat s fontosabb kiadványaikat. Ezt a munkáját s ifjúkori valcolásából hazaküldött 200 lapját sok más önéletrajzi és szakmai jellegű kéziratával, valamint értékes szakkönyvtárával együtt Kolozsvárt az Akadémiai Könyvtár őrzi. Életpályáját jelképesen megbecsülve Misztótfalusi Kis Miklós, a nemzetközi hírű nyomdász mellé temették a Házsongárdi temetőben.

## Kötetei
- Proletárversek (Kolozsvár, 1924)
- Betűről-képről munkásoknak (Kolozsvár, 1945)
- Könyv és könyvjegy (kis ex libris album, Kolozsvár, 1945)
- A nyomdászat dicsérete versekben (irodalmi összeállítás, Kolozsvár, 1945; minikönyv: Budapest, 1976)

## További irodalom
- Murádin Jenő: A régi szenvedély parazsánál. Igazság 1969. márc. 31.
- Egyed Dániel: A nyomtatott betű rajongója. Munkásélet 1969. dec. 12.
- Marton Lili: Nyomdász-sorsok. Utunk 1978/2.
- Engel Károly: A nyomtatott betű szerelmese. Rádióelőadás, Kolozsvár, 1978. szeptember 11.